# Clan Hashiba

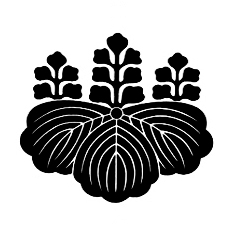
El emblema (Kamon) del clan Hashiba.

Hashiba es el antiguo nombre del clan Toyotomi. El clan Hashiba es uno de los clanes vasallos del clan Oda, su nombre proviene de dos generales Oda, Niwa "Ha" y Shibata "Shiba". En el año 1574, Hiyoshi Maro (Toyotomi Hideyoshi) toma el nombre de Hashiba y construye el castillo Nagahama que posteriormente, será el dominio del clan. Hideyoshi Hashiba ganó una victoria tras otra bajo la bandera de Nobunaga. En este enfrentamiento es donde muerte este último que llega a luchar contra sus antiguos colegas Mitsuhide Akeshi y Shibata Katsuie que fueron derrotados en las batallas de Yamazaki en 1582 contra Akechi, y Shizugatake en 1583 contra Shibata. En el año 1584 luchó contra Tokugawa Ieyasu y lo hizo su vasallo. En 1585, fue nombrado naidaijin después de tomar las provincias de Etchu, Echigo y Shikoku. Fue también en ese mismo año que tomó el nombre de Toyotomi por el que se inmortalizó en la historia de Japón unificando bajo su poder todas las provincias del país hasta su muerte en el año 1597.

## Grandes generales del clan
1. Hideyoshi Hashiba o Toyotomi Hideyoshi.
2. Hashiba Hidenaga o Toyotomi Hidenaga. (medio hermano de Hideyoshi)
3. Hashiba hidekatsu o Hidekastu Oda. (hijo adoptivo de Hideyoshi)